# Abby Kelley Foster
Abby Kelley Foster (Pelham, 15 gennaio 1811 – Worcester, 14 gennaio 1887) è stata un'attivista statunitense.

## Biografia
Tra gli anni 1830 e 1870 portò avanti una campagna per l'abolizione della schiavitù e divenne un membro influente dell'American Antislavery Society, collaborando con William Lloyd Garrison. Sposò l'abolizionista Stephen Symonds Foster ed insieme operarono per far ottenere il diritto di voto alle donne.